# Intef II
Wahankh Intef II (cũng là Inyotef II và Antef II) là vị vua thứ 3 thuộc Vương triều thứ Mười Một của Ai Cập trong thời kỳ Chuyển tiếp thứ Nhất. Ông đã trị vì trong gần 50 năm từ năm 2112 TCN tới năm 2063 TCN. Kinh đô của ông nằm tại Thebes. Trong thời kỳ trị vì của ông, Ai Cập đã bị chia cắt giữa một vài triều đại địa phương. Ông đã được mai táng trong một ngôi mộ saff tại El-Tarif.

## Gia đình
Cha me của Intef là Mentuhotep I và Neferu I. Vị tiên vương Intef I có thể là anh trai của ông. Intef đã được kế vị bởi người con trai của mình là Intef III.

## Triều đại
Sau cái chết của vị nomarch Ankhtifi, Intef đã có thể thống nhất toàn bộ các nome miền Nam cho tới tận Thác nước thứ nhất. Tiếp sau điều này, ông đã tranh giành Abydos với địch thủ chính của mình, các vị vua của Herakleopolis Magna. Thành phố trên đã đổi chủ nhiều lần, nhưng cuối cùng Intef II đã giành được thắng lợi và mở rộng sự thống trị của mình về phía bắc tới nome thứ 13.
Sau những cuộc chiến tranh, các mối quan hệ thân thiện hơn đã được thiết lập và phần còn lại của vương triều Intef đã trôi qua trong hòa bình. Việc phát hiện ra một bức tượng miêu tả Intef II khoác một chiếc áo choàng của lễ hội Sed trong đền thờ Heqaib ở Elephantine cho thấy quyền lực của vị vua này mở rộng đến vùng đất của thác nước thứ nhất và có lẽ là trên một phần của Hạ Nubia vào năm thứ 30 dưới triều đại của ông. Điều này dường như sẽ được chứng thực nhờ vào một cuộc viễn chinh do Djemi lãnh đạo từ Gebelein đến vùng đất của Wawat. (tức là: Nubia) dưới triều đại của ông. Do đó, khi Intef II qua đời, ông đã để lại một chính quyền hùng mạnh ở Thebes mà đã kiểm soát toàn bộ Thượng Ai Cập và duy trì một biên giới nằm ở ngay phía Nam của Asyut.
Niên đại chứng thực sớm nhất của thần Amun tại Karnak diễn ra dưới triều đại của ông. Những mục còn sót lại của cuộn giấy cói Turin đối với thời kỳ Trung Vương quốc quy cho vị vua này một triều đại kéo dài 49 năm.

### Tước hiệu
Intef II dường như chưa bao giờ giữ một tước hiệu hoàng gia đầy đủ 5 phần của các vị pharaon Cổ Vương quốc. Tuy nhiên, ông đã tuyên bố vương quyền kép nswt bity và tước hiệu s3-Re Người con trai của thần Ra, mà nhấn mạnh tính thiêng liêng của vương quyền. Cuối cùng, khi lên ngôi vua Thebes, Intef II đã thêm tên Horus Wahankh, Sự vĩnh cửu của cuộc sống, vào tên gọi sinh thời của ông.

### Quan lại
Chúng ta biết tên và những hoạt động của một số quan lại phụng sự dưới quyền Intef II:
- Tjetjy là trưởng quan quốc khố và quan thị thần của đức vua dưới triều đại của Intef II và Intef III.[6] Tấm bia mộ được chạm khắc tinh xảo của ông ta ngày nay nằm tại Bảo tàng Anh Quốc,[7] cho thấy rằng Intef II tuyên bố ngai vàng kép của Ai Cập nhưng cũng công nhận phạm vi giới hạn đối với sự thống trị của ông: "Horus Wahankh, Vua của Thượng và Hạ Ai Cập, Người con trai của Re, Intef, sinh ra bởi Nefru, Ngài là người sống bất tử như Re, [...] vùng đất này nằm dưới sự cai trị của ngài phía Nam xa tới tận Yebu và trải dài về phía Bắc tới Abydos".[8] Tjetjy tiếp đó đã miêu tả sự nghiệp của ông ta theo phong cách tự tán dương điển hình của những người Ai Cập ưu tú. Quan trọng nhất, bản văn khắc này cho thấy rõ uy quyền được thừa nhận của các vị vua thuộc vương triều thứ 11 của Thebes "Ta là một sủng thần tin cẩn của đức vua mình, một vị quan cao quý có trái tim và sự thanh thản của tâm trí trong cung điện của đức vua mình [...]. Ta là một người yêu cái tốt và ghét điều ác, người được yêu mến trong cung điện của đức vua mình, người thực hiện bất cứ bổn phận trong sự phục tùng đối với ước muốn của đức vua mình. Thực vậy, với bất cứ nhiệm vụ mà ngài ra lệnh ta thực hiện [...], Ta thực hiện nó công bằng và chính đáng. Chưa bao giờ ta không tuân theo các mệnh lệnh ngài đã giao cho ta; Chưa bao giờ ta đổi một công việc nào cho người khác [...]. Hơn nữa, với bất cứ bổn phận của cung điện hoàng gia mà sự oai nghiêm của đức vua mình đã giao phó cho ta, và đó là nguyên do ngài sai khiến ta thực hiện một vài nhiệm vụ, Ta đã làm điều đó vì ngài theo đúng mọi điều mà Ka của ngài mong muốn."[8]
- Djary là một chỉ huy quân đội đã chiến đấu với lực lượng của phe Herakleopoles ở nome Abydene trong giai đoạn quân đội của Intef II tiến hành bắc phạt.[6] Tấm bia đá của ông thuật lại chi tiết cuộc chiến tranh giành quyền kiểm soát đối với toàn bộ miền Trung Ai Cập: "Intef chiến đấu với triều đại của Khety tới phía Bắc của Thinis".[9]
- Hetepy là một vị quan tới từ Elkab, ông ta đã cai quản 3 nome xa nhất về phía Nam thuộc vương quốc của Intef II. Điều này có nghĩa rằng không có vị nomarch nào nằm trong các vùng lãnh thổ dưới sự kiểm soát của phe Thebes. Giống như trường hợp của Tjetjy, việc nhắc đến vị vua này liên tục trong tấm bia đá của Hetepy cho thấy sự tập trung hóa về tổ chức của chính quyền vương quốc Thebes và quyền lực của nhà vua: "Ta là một người được yêu quý của đức vua mình và được khen ngợi bởi chúa tể của vùng đất này và bệ hạ đã thực sự khiến cho kẻ đầy tớ này vui sướng. Bệ hạ đã nói: 'Không một ai [...] hoàn toàn mệnh lệnh(của ta), ngoài Hetepy!', và kẻ đầy tớ này đã làm nó cực kỳ tốt, và bệ hạ đã khen ngợi kẻ đầy tớ này dựa trên giá trị của nó".[6] Cuối cùng, tấm bia đá của Hetepy còn đề cập tới một nạn đói đã diễn ra dưới triều đại của Intef II.

## Di tích và lăng mộ

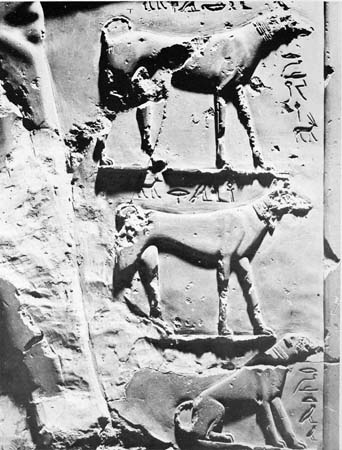
Những con chó của Intef II trên tấm bia đá tang lễ của ông, Bảo tàng Ai Cập, Cairo.

Trên tấm bia đá tang lễ của mình, Intef nhấn mạnh đến những hoạt động xây dựng các công trình kỷ niệm của ông. Có một điều đáng chú ý đó là các mảnh vỡ lâu đời nhất còn sót lại của công trình xây dựng hoàng gia ở Karnak là một chiếc cột trụ hình bát giác có mang tên của Intef II. Intef II còn là vị vua đầu tiên xây dựng các nhà nguyện cho thần Satet và Khnum trên hòn đảo Elephantine. Trên thực tế, Intef II đã khởi đầu một truyền thống của các hoạt động xây dựng công trình hoàng gia trong những ngôi đền ở các tỉnh của Thượng Ai Cập mà đã kéo dài suốt thời kỳ Trung Vương quốc.

### Lăng mộ
Ngôi mộ của Intef tại El-Tarif ở Thebes là một ngôi mộ saff. Saff có nghĩa là "hàng" trong tiếng Ả rập và ám chỉ đến những hàng cột đôi và các lối vào phía trước một sân lớn hình thang có kích thước 250 nhân 70 mét (820 ft × 230 ft), ở đầu phía đông của nó là một nhà nguyện tang lễ. Nhà nguyện này có thể được dùng để phục vụ cho mục đích tương tự như một ngôi đền thung lũng.
Ngôi mộ của Intef II đã được kiểm tra bởi một hội đồng hoàng gia dưới triều đại của Ramses IX, vào giai đoạn cuối vương triều thứ 20, bởi vì nhiều ngôi mộ hoàng gia đã bị cướp bóc vào thời điểm đó. Theo những gì được thuật lại trên cuộn giấy cói Abbott, hội đồng trên đã ghi chép rằng:
"Ngôi mộ kim tự tháp của vua Si-Rêˁ In-ˁo (i.e. Intef II) nằm ở phía bắc sân trước ngôi nhà của Amenḥotpe và có kim tự tháp bị vỡ vụn ở phía trên nó [...]. Đã kiểm tra ngày hôm nay; nó được thấy là nguyên vẹn." Không có tàn tích nào của kim tự tháp này được tìm thấy cho tới nay.
Tiếp nối truyền thống của các nomarch tổ tiên, Intef II đã dựng một tấm bia đá tiểu sử ở cổng vào ngôi mộ của ông, nó thuật lại những sự kiện dưới triều đại của ông và ghi lại rằng triều đại của ông kéo dài trong 50 năm. Một tấm bia đá đề cập tới những chú chó của vị vua này cũng được cho là đã được dựng lên ở phía trước ngôi mộ trên. Một tấm bia đá khác đề cập tới một chú chó tên là Beha đã được phát hiện, nhưng nó được tìm thấy ở gần nhà nguyện dâng lễ vật.